# در هایتس
در هایتس (انگلیسی: In the Heights) یک فیلم موزیکال درام آمریکایی است، که توسط جان ام. چو کارگردانی شده‌است. این فیلم براساس تئاتری با همین نام از کوییرا آلگریا هودز و لین-منوئل میرندا نوشته شده‌است. بازیگرانی همچون آنتونی راموس، کوری هاکینز، لسلی گریس، ملیسا باررا و دافنه رابین-وگا در این فیلم حضور دارند.
تاریخ اکران فیلم در هایتس، ۱۰ ژوئن ۲۰۲۱ توسط برادران وارنر در ایالات متحده بود. برنامه‌ریزی اولیه ساخت این فیلم از سال ۲۰۰۸ آغاز شد و پس از مدتی طولانی فیلمبرداری آن در ۳ ژوئن ۲۰۱۹ آغاز شد. تاریخ اکران اولیه این فیلم در سال ۲۰۲۰ بود، که به دلیل دنیاگیری کووید-۱۹ به تعویق افتاد.

## داستان
داستان فیلم در طول سه روز در محله لاتین واشینگتن هایتس در نیویورک رخ می‌دهد. داستان فیلم دربارهٔ صاحب یک خواربارفروشی است که در مورد بستن مغازه‌اش و بازنشسته‌شدن در جمهوری دومینیکن بعد از به ارث رسیدن مال قابل توجهی به او، احساسات متناقضی دارد.